# Ūkio bankas

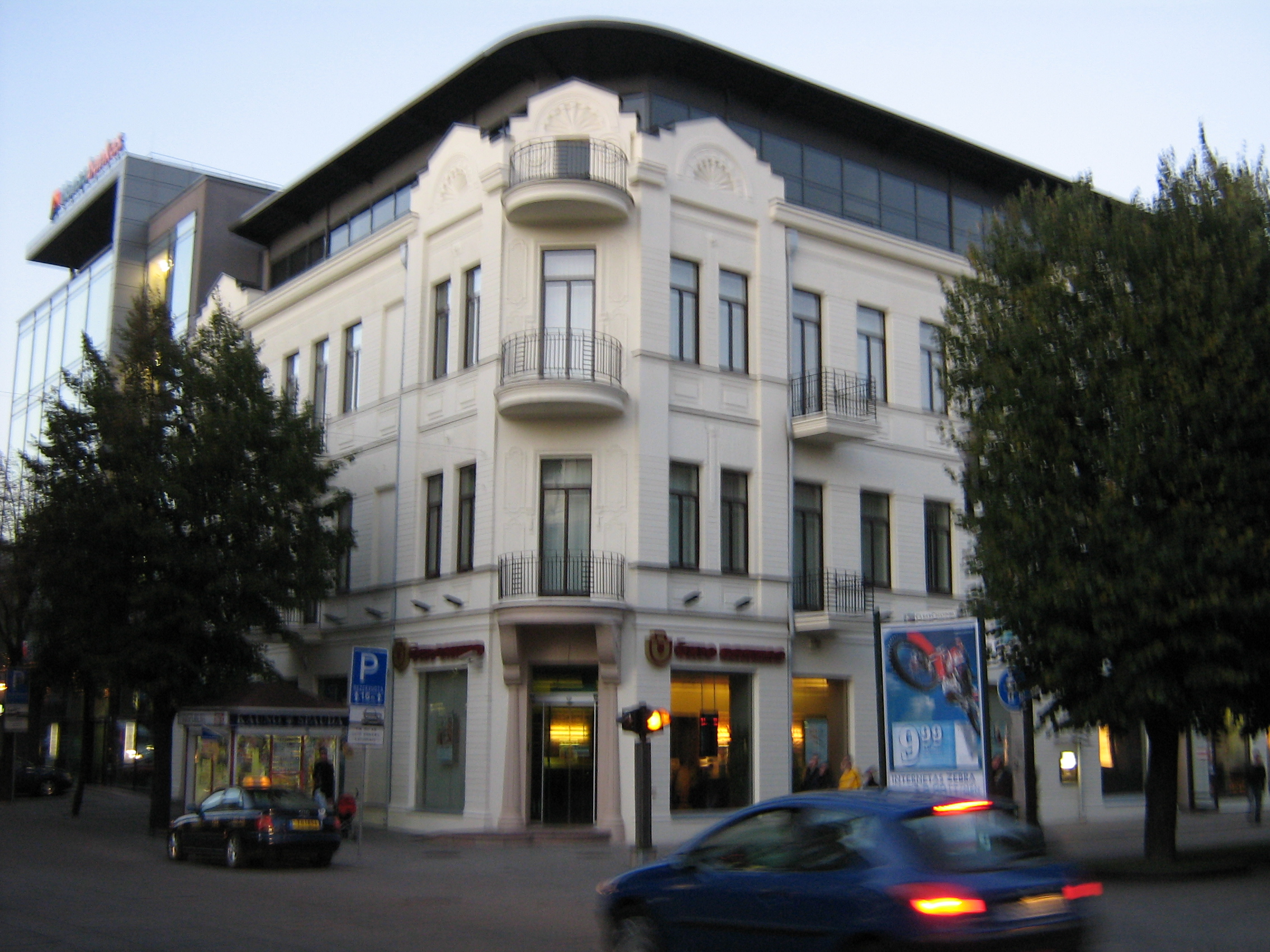
Ukio Bankas à Kaunas.

Ūkio bankas est une banque lituanienne basée à Kaunas, et faisant partie de l'OMX Vilnius, le principal indice de la bourse de Vilnius, et de l'indice S&P/IFCG Extended Frontier 150, représentant la performance de 150 des principales capitalisations boursières des marchés frontières.

## Historique
Le principal actionnaire de la banque est l'homme d'affaires russe Vladimir Romanov. 
De 2006 à 2012, la banque a participé activement à la tenue des comptes de 75 sociétés créés pour blanchir des capitaux russes dans le cadre du Lavomatic Troïka.
Le 12 février 2013, la Banque centrale de Lituanie stoppe l'activité de la banque et nomme un administrateur. En mai 2013, la banque est déclarée en faillite.